# Concilio de Partav
El Concilio de Partav fue un sínodo eclesiástico celebrado hacia el año 703 en Albania caucásica. El Concilio condenó la adhesión de la Iglesia georgiana a la decisión del Concilio de Calcedonia.  y fue un paso importante en el cisma entre la Iglesia armenia y las Iglesias bizantina y georgiana.

## Antecedentes
El Concilio de Calcedonia había sido ratificado por las iglesias Católica, Iglesia ortodoxa y Siria Antioquena. Sin embargo, la Iglesia Apostólica Armenia siendo Monofisita había rechazado las decisiones teológicas del Concilio de Calcedonia cuando la Corona Armenia convocó el Segundo Concilio de Dvin. Esto creó un cisma entre Armenia y las Iglesias de Roma, Bizancio y Antioquía, con la Iglesia georgiana apoyando a sus vecinos armenios. 
Un nuevo liderazgo en Georgia hizo que esta provincia ratificara el Concilio de Calcedonia y se pusiera del lado de las principales Iglesias de Roma y Bizancio. El Concilio de Partav fue convocado para condenar este cambio de postura, y como era de esperar fue aprobado por los obispos armenios.